# Jessen (Familienname)
Jessen ist ein deutscher und dänischer Familienname.

## Herkunft und Bedeutung
Jessen ist ein Herkunftsname zur Ortschaft Jessen bzw. ein Patronym (Sohn des Jes).

## Namensträger

### A
- Arne Jessen (* 1972), deutscher Fernsehmoderator
- Asmus Jessen (1890–1977), deutscher Kunsterzieher, Maler und Grafiker

### B
- Børge Jessen (1907–1993), dänischer Mathematiker

### C
- Carl Jessen (1821–1889), deutscher Botaniker
- Carl Ludwig Jessen (1833–1917), deutscher Maler
- Carl Victor Jessen (1864–1936), deutscher Kapitän
- Christian Jessen (* 1977), britischer Arzt und Fernsehmoderator
- Christian Hennig von Jessen (1649–1719), deutscher Pastor und Sprachforscher
- Christoph Jessen (* 1946), deutscher Diplomat
- Colla Jessen (1869–1928), Schauspieler

### D
- Dana Jessen (* 1983), US-amerikanische Musikerin
- Detlef Jessen-Klingenberg (* 1970), deutscher Architekturhistoriker und Kommunikationsmanager

### E
- Eike Jessen (1933–2015), deutscher Informatiker
- Elli Jessen-Somann (1904–1993), deutsche Schauspielerin und Hörspielsprecherin
- Emmy Remolt-Jessen (1876–1948), deutsche Schauspielerin
- Erling Jessen (* 1938), dänischer Kanute
- Ernst Jessen (1859–1933), deutscher Zahnarzt

### F
- Friedrich Jessen (1865–1935), deutscher Mediziner
- Fritz Jessen (1886–1951), deutscher Manager

### G
- Gianna Jessen (* 1977), US-amerikanische Sängerin und Lebensrechtsaktivistin

### H
- Hanns Christian Jessen (* 1919), dänisch-deutscher Schriftsteller und Maler
- Hans Jessen (Architekt) (1874–1930), deutscher Baumeister
- Hans Jessen (Bibliothekar) (1897–1979), deutscher Bibliothekar, Historiker und Zeitungswissenschaftler
- Hans Jessen (Jäger) (1910–1996), deutscher Jäger und Jagdhistoriker
- Hans Jessen (Journalist) (* 1949), deutscher Journalist und Fernsehkorrespondent
- Hans B. Jessen (1909–2007), deutscher Klassischer Archäologe
- Hans Peter Boje Jessen (1801–1875), deutscher Veterinär und Hochschullehrer, siehe Peter Jessen (Mediziner)
- Hedwig Jessen (1899–1956), deutsche Bildhauerin und Grafikerin
- Henning Jessen (* 1976), deutscher Jurist
- Henry Jessen (1919–1994), dänischer Schauspieler
- Hermann Jessen (1870–nach 1902), österreichischer Sänger (Bariton)
- Hugo Jessen (1867–1906), deutscher Schauspieler

### I
- Ida Jessen (* 1964), dänische Schriftstellerin

### J
- Jan Jessen (* 19..), deutscher Krankenpfleger und Journalist
- Jarno Jessen (um 1860–1926), deutsche Kulturjournalistin, Kunstschriftstellerin und Übersetzerin, siehe Anna Michaelson
- Jens Jessen (Politiker) (1854–1906), deutscher Redakteur und Politiker, MdR
- Jens Jessen (1895–1944), deutscher Wirtschaftswissenschaftler und Widerstandskämpfer
- Jens Jessen (Jurist) (Jens Christian Jessen; 1919–1990), deutscher Jurist
- Jens Jessen (Medizinjournalist) (* 1942), deutscher Medizinjournalist und Politiker (Pro Mainz)
- Jens Jessen (Journalist) (* 1955), deutscher Journalist
- Johannes Jessen (1566–1621), deutscher Mediziner, Politiker und Philosoph slowakischer Abstammung, siehe Jan Jessenius
- Johannes Jessen (1880–1945), deutscher Pastor
- Johann Jessen (* 1949), deutscher Stadtplaner
- John Bruce Jessen (Hammond Dunbar; * 1949), US-amerikanischer Psychologe

### K
- Kai Jessen (* 1965), deutscher Autor und Musikjournalist
- Karl Jessen (Politiker), deutscher Politiker (SPD), MdL Mecklenburg-Strelitz
- Karl Detlev Jessen (1872–1919), deutsch-US-amerikanischer Literaturwissenschaftler
- Karl Petrowitsch Jessen (1852–1918), livländisch-dänischer Admiral
- Kasper Lindholm Jessen (* 1985), dänischer Radsportler
- Kirsten Jessen (1922–2000), dänische Schauspielerin und Tänzerin
- Klaus Jessen (1964–2002), deutscher Schriftsteller
- Knud Jessen (1884–1971), dänischer Botaniker und Geologe

### L
- Lars Jessen (* 1969), deutscher Regisseur
- Leon Jessen (* 1986), dänischer Fußballspieler
- Liane Jessen, deutsche Fernsehredakteurin
- Lisbeth Jessen (* 1956), dänische Journalistin
- Ludwig Jessen (Pseudonym Ludwig von Osten; 1828–1888), deutsch-russischer Dichter

### M
- Manfred Jessen-Klingenberg (1933–2009), deutscher Historiker und Geschichtsdidaktiker
- Marit Jessen Rüdiger (* 1982), deutsche Politikerin
- Marita Jessen (* 1991), grönländische Politikerin (Inuit Ataqatigiit)
- Matthias Jessen (Politiker, 1641) (1641–1712), dänischer Politiker, Präsident von Altona
- Matthias Jessen (Politiker, 1677) (1677–1736), dänischer Politiker, Präsident von Altona
- Michael Jessen (* 1960), dänischer Ruderer
- Mikkel Dahl-Jessen (* 1994), dänischer Mittel- und Langstreckenläufer

### N
- Niklas Jessen (* 2003), deutscher Fußballspieler

### O
- Otto Jessen (Pädagoge) (1826–1904), deutscher Pädagoge
- Otto Jessen (Philologe) (1864–1936), deutscher Klassischer Philologe und Publizist
- Otto Jessen (Geograph) (1891–1951), deutscher Geograph

### P
- Peter Jessen (Mediziner) (1801–1875), deutscher Tierarzt
- Peter Jessen (Kunsthistoriker) (1858–1926), deutscher Kunsthistoriker
- Peter Willers Jessen (Mediziner) (1793–1875), deutscher Psychiater
- Peter Willers Jessen (Heimatforscher) (1870–1949), deutscher Lehrer und Heimatforscher

### R
- Ralph Jessen (* 1956), deutscher Historiker

### S
- Sandra Jessen (* 1995), isländische Fußballspielerin
- Sebastian Jessen (* 1986), dänischer Schauspieler
- Siegfried Jessen (1917–1971), deutscher Fußballspieler
- Sydney Jessen (1892–1965), deutscher Korvettenkapitän der Kriegsmarine und eingebunden in das Unternehmen Walküre

### T
- Thomas Balthasar von Jessen (1648–1731), deutscher Jurist und Diplomat

### U
- Udo de Roberti-Jessen (1874–1953), deutscher Verwaltungsjurist, Landrat in Witkowo
- Uwe Jessen (* 1971), deutsch-dänischer Betriebswirt und Politiker
- Uwe-Detlev Jessen (1931–2019), deutscher Schauspieler und Regisseur

### W
- Wilhelm Jessen (1879–1949), deutscher Schulleiter, Heimatforscher und Archivar